# Antonio Garcés de Marcilla y Llorens
Antonio Garcés de Marcilla y Llorens   (Alcanyís, 1764 - 1833) fou un aristòcrata i militar espanyol, baró d'Andilla, capità general de València durant el trienni liberal. Era fill de Francisco de Paula Garcés de Marcilla y Puig de Orfila, baró d'Andilla i Rosalía Llorens Ribera. El seu germà era el militar i escriptor Pedro Garcés de Marcilla y Llorens, que va morir exiliat a Nimes per afrancesat en 1814. Va heretar el títol de baró a la mort del seu germà en 1814. De 1820 a 1822 fou comandant militar de Castelló i el 1822 capità general de València.